# Marina Núñez

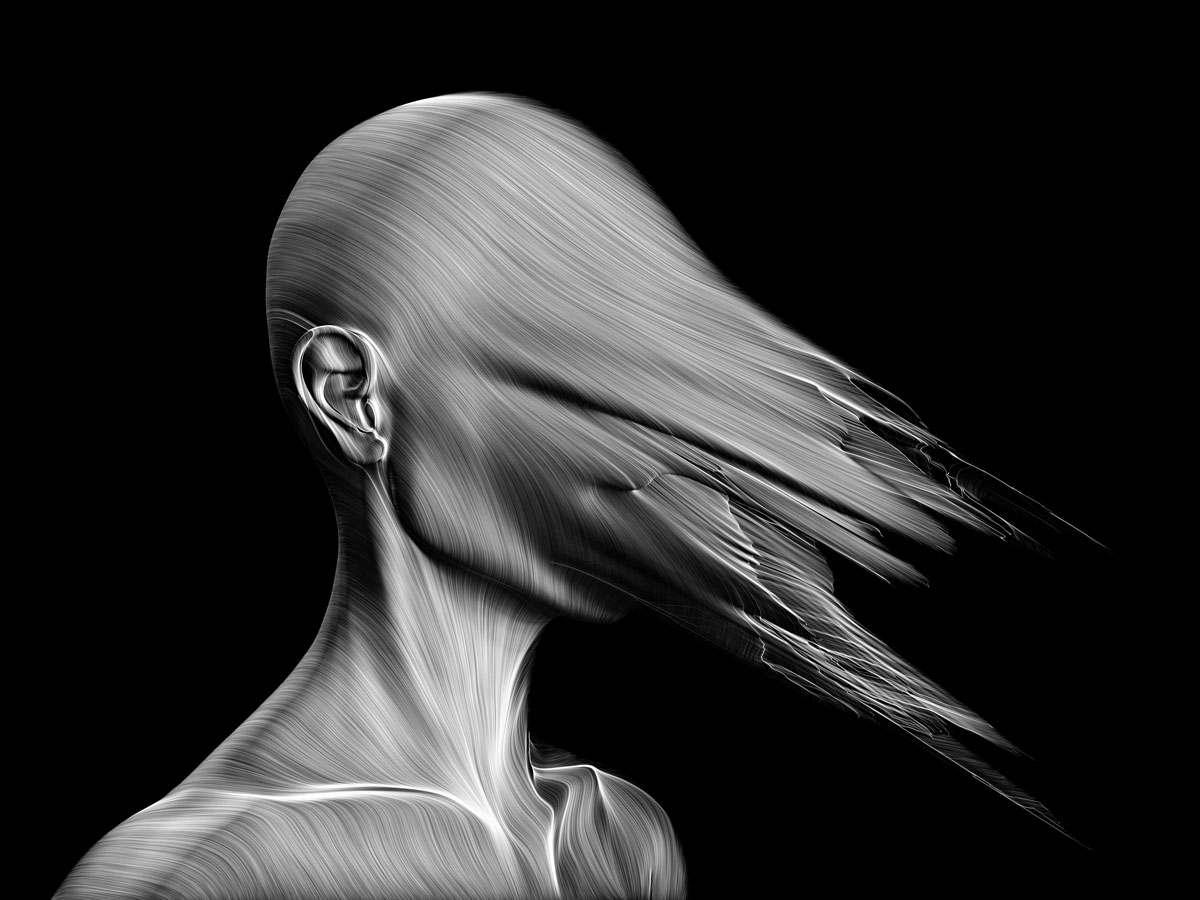
Marina Núñez. Sin título (monstruos), 2010. Infografía sobre papel. Rostros tensados, disgregados, rotos o explotados, que se derrumban y se yerguen reconvertidos sus rasgos en otros, monstruosos según el canon dominante, excitantes si se plantean como un territorio ignoto capaz de dejar atrás viejas servidumbres.

Marina Núñez Jiménez (Palencia, 1966) es una artista multidisciplinar española. Es licenciada en Bellas Artes por la Universidad de Salamanca y doctorada en Bellas Artes por la Universidad de Castilla-La Mancha. Ejerce como profesora titular de pintura en la Facultad de Bellas Artes de la Universidad de Vigo.

## Trayectoria y opiniones críticas
Su obra comenzó a exponerse a principios de la década de los noventa. Sus representaciones de locas y monstruas revelaban un interés por los discursos de género en torno a las identidades femeninas, así como por la violencia de los estereotipos dominantes.
Su pintura al óleo, narrativa y conceptual, fue compaginándose progresivamente, desde la primera década del 2000, con técnicas digitales en 2D y 3D, tanto en imagen fija como en vídeo.
La evolución de los temas de Marina Núñez a partir de principios de los años 90 ha sido resumido así por la profesora de la Universidad de Murcia, Isabel Tejeda Marín:

inicia su carrera artística [...] con un trabajo fundamentalmente pictórico que suponía una lectura crítica del imaginario teratológico de lo femenino. Partiendo del análisis y de la deconstrucción de la iconografía femenina que hemos heredado sobre la locura –fundamentalmente decimonónica y proveniente de ámbitos científicos, aunque también artísticos– y de la creación de imágenes que se servían de los atributos que se han considerado como pertenecientes a las mujeres y que han representado a este género, Núñez pasó a analizar y recrear a principios de la actual centuria el imaginario cíborg tras la estela de autoras como Donna Haraway.

Marina Núñez representa identidades posthumanas a través de imágenes de cuerpos mutantes, mestizos, múltiples. En palabras del filósofo José Jiménez: 

La cuestión de la identidad se abre a la experiencia de la metamorfosis: yo soy yo y mi otro. Cuerpo e imagen, más allá del cuerpo. Masculino y femenino. Cuerdo y loco. Normal y monstruo. Nativo y extranjero. Ser humano y máquina. Terrícola y alien.

Para el escritor Óscar Esquivias ciertas ideas recurrentes que aparecen en la obra de Núñez son la metamorfosis incesante de la materia, los cambios en el cuerpo humano, los trampantojos, la recreación de mundos alternativos y de laberintos y bucles alucinatorios y futuristas: 

Como en los sueños, todo lo que vemos resulta reconocible y, a la vez, extraño, ambiguo y a menudo inquietante (pero casi nunca aterrador o truculento); sus imágenes poseen tal ambigüedad que no estamos seguros de si asistimos a un proceso de evolución o de degradación de lo humano. En sus creaciones encontramos el mismo rigor que en los grabados de M. C. Escher o los cuentos de Dino Buzzati al desarrollar una idea de tipo fantástico y llevarla hasta sus últimas consecuencias. Y, como ellos, a menudo se recrea en presentarnos laberintos o bucles de los que es imposible escaparse.

## Premios y reconocimientos

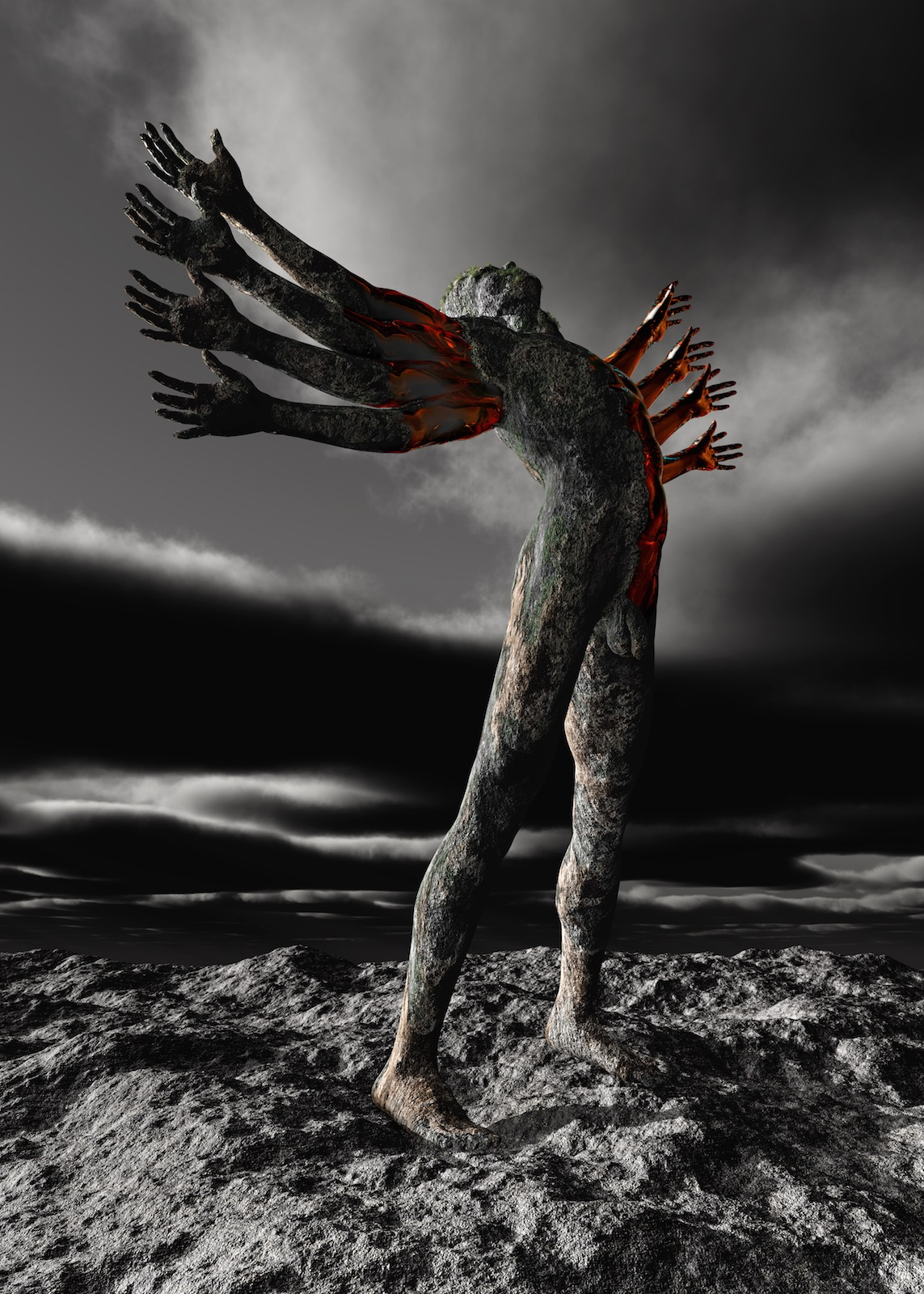
Marina Núñez. Pesa el aire (2), 2016. Infografía sobre aluminio. Ícaros imposibles, en los que la misma idea de imposibilidad se da en ambos géneros. El cuerpo perfecto de fuego volcánico está ya colonizado por una superficie entre piedra y madera de la que va surgiendo vegetación.

En 2021 recibió el premio de la Colección BEEP en ARCOmadrid por las obras, “Naturaleza Muerta Oleaje” (2021) y “Naturaleza Muerta Tornados” (2021)expuestas en ARCO 2021 en la Galería Rocío Santacruz.
En 2024 recibió el Premio Blanco, Negro y Magenta a Mejor artista.

## Obra en museos y colecciones
Sus obras se encuentran en las colecciones del Artium (Vitoria), MUSAC (León), el Patio Herreriano (Valladolid), Es Baluard (Palma de Mallorca), Colección La Caixa (Barcelona), Fundación Botín (Santander), CAB (Burgos), CA2M (Móstoles, Madrid) o FRAC Corsica, entre otras.

## Exposiciones

### Exposiciones individuales
Ha expuesto individualmente en centros públicos relevantes como el Espacio Uno del Museo Centro de Arte Reina Sofía (1997), La Gallera de la Comunidad Valenciana (1998), la Fundación Pilar y Joan Miró en Palma de Mallorca (2000), la Iglesia de Verónicas en Murcia (2001), el DA2 de Salamanca (2002), el Instituto Cervantes en París (2006), La Panera en Lérida (2008), el MUSAC en León (2009), el Centre del Carme en Valencia (2010), la Sala Rekalde en Bilbao (2011), el Museo Patio Herreriano en Valladolid (2012), la Sala Alcala 31 de la Comunidad de Madrid (2015), el Artium en Vitoria (2016), las Cortes de Castilla y León en Valladolid (2016), La Madraza de Granada (2016), Es Baluard en Palma de Mallorca (2017), la Capilla del Museo Barjola (2017), TEA Espacio de las Artes de Santa Cruz de Tenerife (2019) o el Museo Thyssen-Bornemisza de Madrid. (2021).En el año 2023, inauguró su exposición en el Museo Lázaro Galdiano de Madrid titulada Nada es tan profundo como la piel.

### Exposiciones colectivas
En cuanto a las exposiciones colectivas, se pueden destacar Transgenéric@s (1998, Koldo Mitxelena Kulturnea, San Sebastián), La realidad y el deseo (1999, Fundación Joan Miró, Barcelona), Zona F (2000, Espai d'Art Contemporani de Castelló), I Bienal Internacional de Arte (2000, Museo Nacional de Bellas Artes, Buenos Aires), Ofelias y Ulises. En torno al arte español contemporáneo (2001, Antichi Granei, Giudecca, Venecia), Big Sur. Neue Spanische Kunst (2002, Hamburger Bahnhof, Berlín), Pain; passion, compassion, sensibility (2004, Science Museum, Londres), Posthumous choreographies (2005, White Box, Nueva York), Identidades críticas (2006, Patio Herreriano, Valladolid), Pintura mutante (2007, MARCO, Vigo), Banquete (nodos y redes) (2009, Laboral, Gijón, y 2010, ZKM, Karlsruhe, Alemania), Skin, (2010, Wellcome Collection, Londres), Genealogías feministas en el arte español: 1960-2010 (2012, MUSAC, León), Monstruo. Historias, promesas y derivas (2013, Fundación Chirivella Soriano, Valencia), La imagen fantástica (2014, Sala Kubo-Kutxa, San Sebastián), Gender in art (2015, MOCAK, Museo de Arte Contemporáneo de Cracovia, Polonia), Modelli Immaginari (2017, Palazzo Riso, Palermo, Italia), Naturel pas naturel (2018, Palais Fesch, Musée des Beaux-Arts, Ajaccio, Corse, Francia) La NO comunidad, (2018 CentroCentro (Madrid), I y II Edición de la Iberoamericana de Toro (2021 y 2022, Santo Sepulcro de Toro y Capilla de los Mercedarios Calzados, Toro, Zamora).

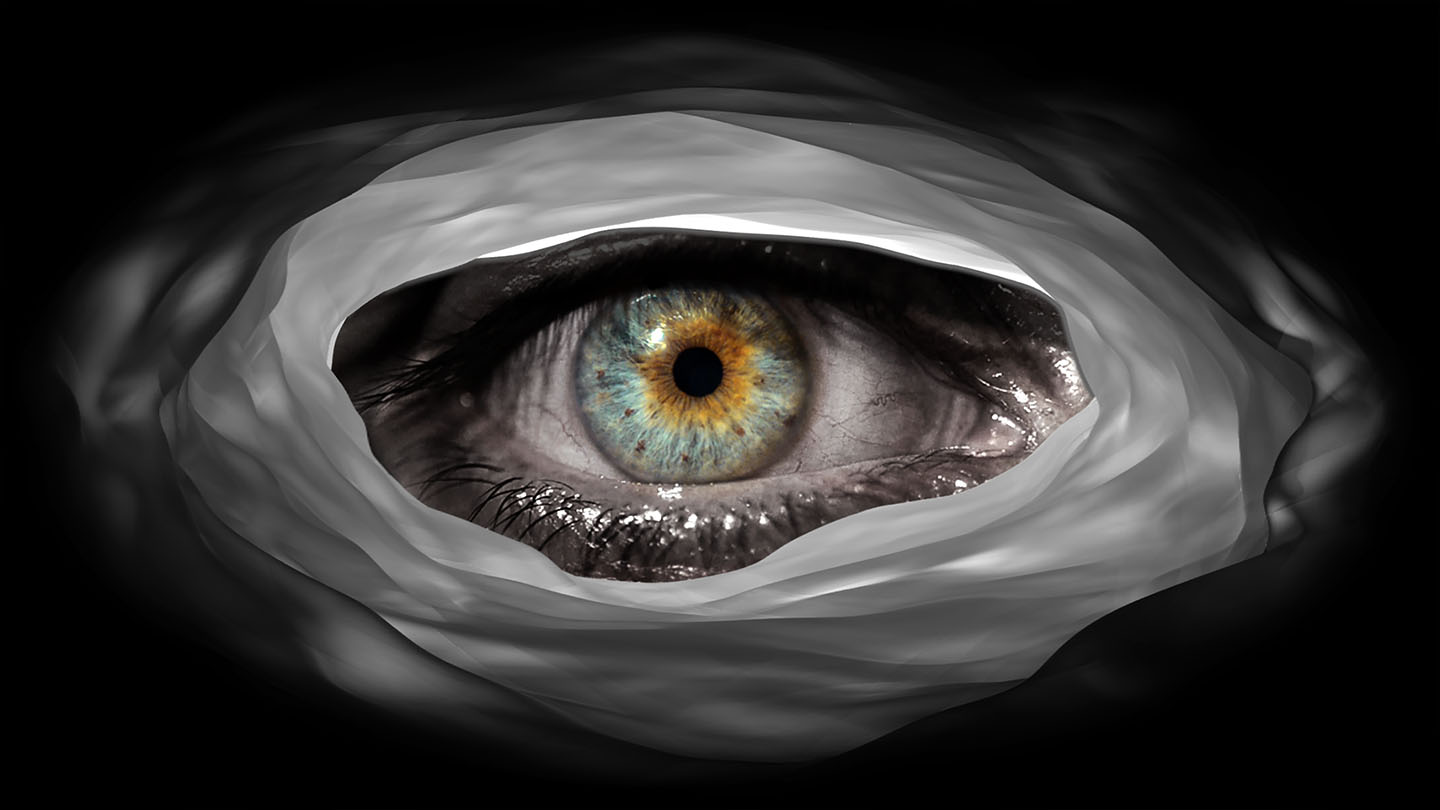
Marina Núñez. El fuego de la visión (Jesús), 2016. Vídeo monocanal, sonido, 1’ 50”. A través de un agujero que se abre en la pared, un ojo observa nuestro mundo. Su pupila se abre y fluye hacia nosotros, creando finalmente una forma biológica. La mirada, como el arte, si se plantea nuevas perspectivas, crea nuevos mundos.